# NovaThor

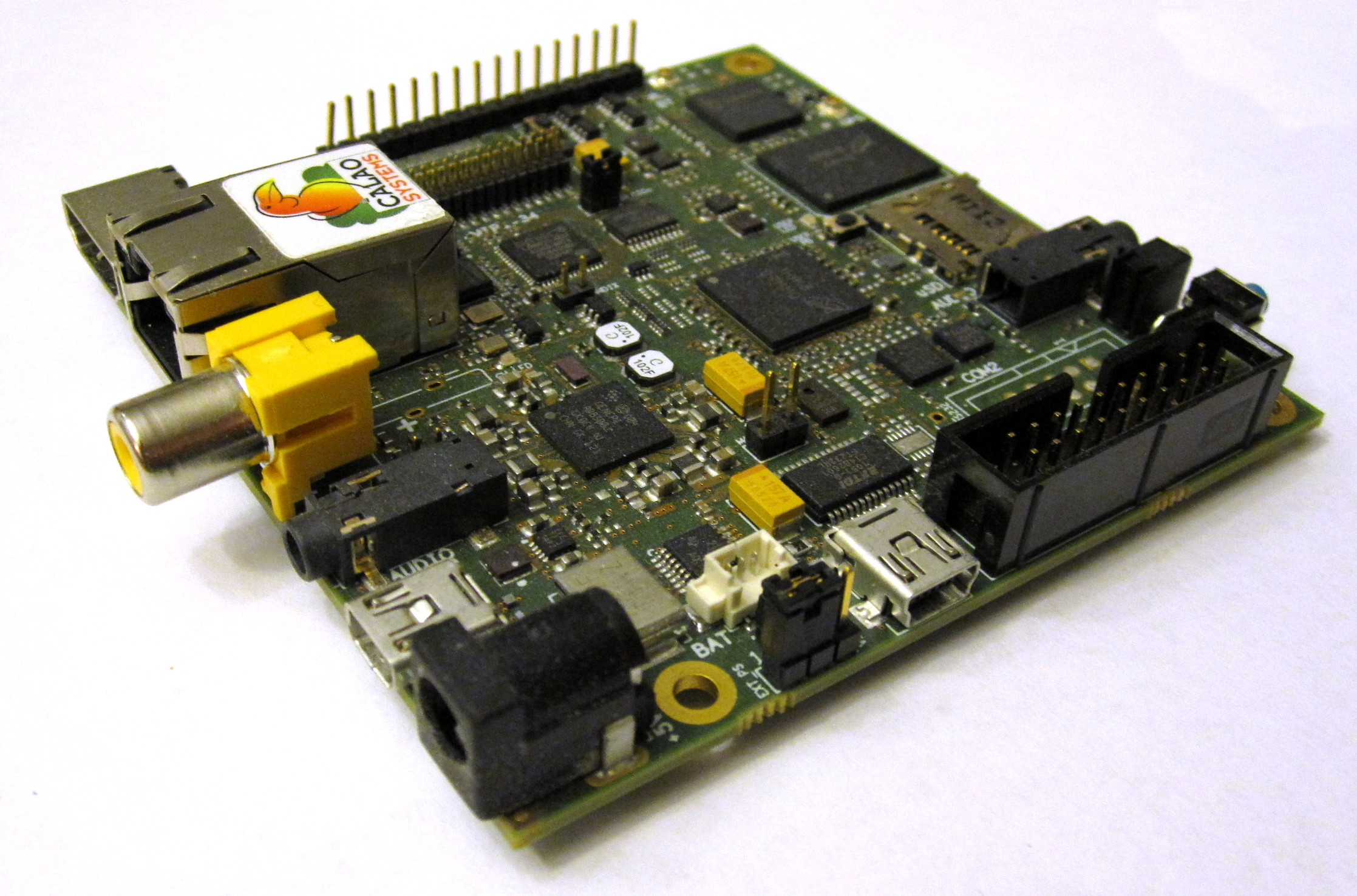
A Snowball egy Nano-ITX alaplapra szerelt egykártyás számítógép, amely a NovaThor SoC A9500 verzióját használja

A NovaThor egy mobil egylapkás rendszerplatform volt, amelyet az ST-Ericsson, az Ericsson és az STMicroelectronics vegyesvállalata fejlesztett ki és amelyet 2011 és 2013 között forgalmazott. A platform egylapkás rendszerekből (SoC) és modemekből állt, a megfelelő alkalmazásprocesszorral; az okostelefonokban és táblagépekben történő felhasználást célozta. A rendszer alkalmazásprocesszor része az STMicroelectronics korábbi Nomadik termékcsaládjának utódja volt. A platformot az ST-Ericsson fejlesztette, és forgalmazta a tagjait, együtt és külön-külön is. A termékpalettában az SoC-k Nova és a modemek Thor név alatt szerepeltek. Maga az ST-Ericsson cég 2009. február 3-án alakult meg, a két alapító 50/50 százalékos részesedésével. Az ST-Ericsson a gyorsan fejlődő okostelefon-piacon alulmaradt a piaci versenyben a nagyobb szereplőkkel szemben (Qualcomm, MediaTek, a Samsung saját Exynos csipjei). A vállalat veszteségessé vált, és végül 2013-ban feloszlott, ezzel a NovaThor platform is megszűnt.
A NovaThor rendszerek három főbb alkotórészből állnak: alkalmazásprocesszor (CPU), GPU és modem. Alkalmazásprocesszorként főként ARM Cortex-A magokat (például Cortex-A9) használnak. Grafikus feldolgozó egység (GPU) szerepében Mali vagy PowerVR GPU-k állnak. Modemként beépített 2G/3G (és később 4G LTE) mobilmodemet tartalmaznak, ezek felelnek a hálózati kapcsolatért. A csipek egyéb vezérlőket is tartalmaznak: memóriavezérlőt, képfeldolgozó egységet (ISP), videódekóder/enkódert, audiovezérlőket és egyéb perifériákat.

## Történet

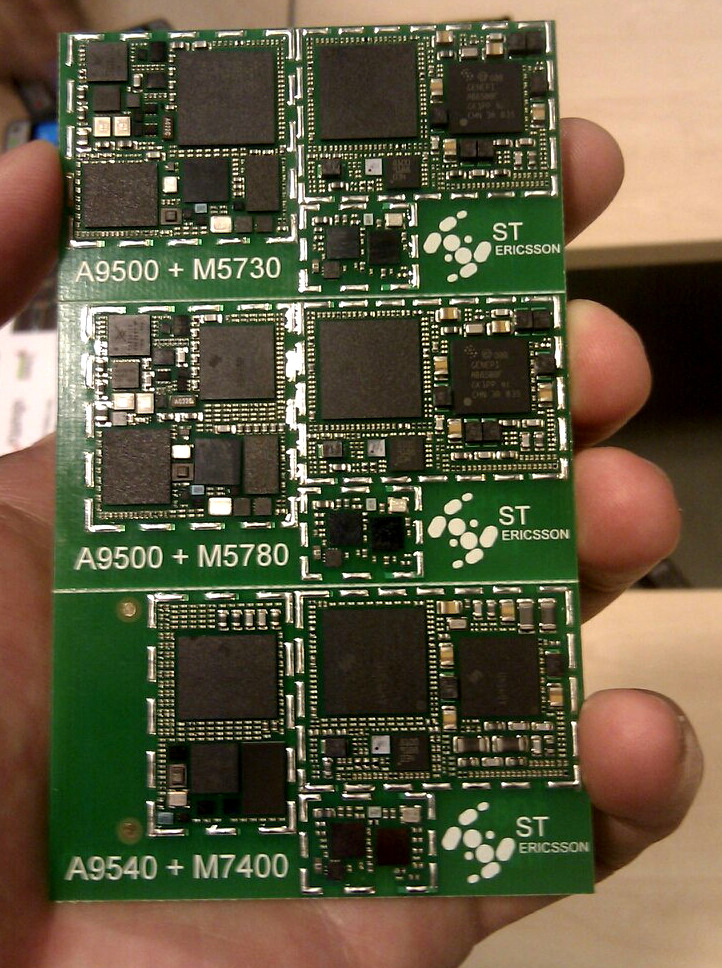
Az ST-Ericsson késői A9500 és A9540 platform-csipkészletei az M5730, M5780 és M7400 modemekkel, a 2011-es Mobil Világkongresszuson bemutatva; ezek közül némelyiket soha nem adtak ki vagy nem használtak valódi termékekben

2009 elején, mikor már megkezdődött egy STn8500 nevű egylapkás rendszer fejlesztése a Nomadik családban, azt felváltotta az ST-Ericsson NovaThor családja és a lapkát átnevezték U8500-ra, mivel az ST-NXP vezeték nélküli (Wireless) részlege beolvadt az ST-Ericsson közös vállalatba.
2011. november 2-án a Nokia bejelentette, hogy NovaThor SoC-k fogják működtetni a Nokia jövőbeli Windows Phone alapú okostelefonjait, megszakítva az addigi gyakorlatot, amely szerint Qualcomm Snapdragon SoC-ket alkalmaznak a Windows Phone rendszerű telefonokban.
2012. február 28-án az ST-Ericsson bejelentette, hogy hamarosan megjelenő termékeikben teljesen kiürített (fully depleted, FD) szilícium szigetelőn (silicon on insulator, SOI, együttesen FD-SOI) tranzisztorokra váltanak, az energiafogyasztás csökkentése érdekében. Példaként közölték, hogy az L8540 SoC FD-SOI tranzisztorokkal 35%-kal kevesebb energiát fogyaszt.
2012. április 23-án a vállalat bejelentette, hogy az alkalmazásprocesszorok fejlesztése (mint a NovaThor) visszakerül az STMicroelectronics-hoz.
2012. november 21-én, bejelentették, hogy az ST-Ericsson csatlakozott a Sailfish Alliancehoz, emiatt a NovaThor ModAp platform a jövőben támogatja a Jolla okostelefonokat és a Sailfish OS operációs rendszert.
2012. december 10-én az ST-Ericsson bejelentette, hogy az STMicroelectronics egy átmeneti időszakot követően kilép a vegyesvállalatból, ezzel az Ericsson lesz a vállalat teljes tulajdonosa.
2012. december 20-án az Ericsson bejelentette, hogy hogy nem vásárolja meg az STMicroelectronics fennmaradó 50%-os részesedését. A vállalat jövője így továbbra is bizonytalan maradt.
2013. január 30-án az ST-Ericsson negyedéves eredményének részeként bejelentette, hogy 2012 negyedik negyedévében 10,7 millió U8500 NovaThor egységet szállítottak.
2013. május 28-án az ST-Ericsson bejelentette, hogy mobil összeköttetést biztosító Global Navigation Satellite System (GNSS) rendszerének eszközeit és szellemi tulajdonjogait eladja az Intelnek 90 millió dollárért.
2013. augusztus 5-én az Ericsson és az STMicroelectronics befejezte az ST-Ericsson szétválasztását, és a NovaThor ettől kezdve az STMicroelectronics terméke.
Az STMicroelectronics a későbbiekben nem fejlesztette és nem gyártotta tovább a NovaThor platformot.

## A Nova és NovaThor SoC-k listája
| Modellszám              | félvezetőtechnológia | CPU utasításkészlet | CPU                                | GPU                        | memóriatechnológia   | vezeték nélküli rádiótechnológiák                           | elérhetőség | felhasználás |
| ----------------------- | -------------------- | ------------------- | ---------------------------------- | -------------------------- | -------------------- | ----------------------------------------------------------- | ----------- | --- |
| NovaThor U8500          | 40 nm                | ARMv7               | 1 GHz kétmagos ARM Cortex-A9       | ARM Mali 400 MP (egymagos) | LP-DDR2              | HSPA                                                        | 2011        | Lista - Motorola XT760, HTC Desire 400 dual sim Ontim WP8500, Samsung Galaxy Ace 2, Samsung Galaxy Beam, Samsung Galaxy S Advance, Samsung Galaxy S III mini, Samsung Galaxy Xcover 2, Shanda Bambook, Sony Xperia go, Sony Xperia P, Sony Xperia Sola, Sony Xperia U, Yulong Coolpad CP7728 |
| NovaThor U9500          | 45 nm                | ARMv7               | 1 GHz kétmagos ARM Cortex-A9       | ARM Mali 400 MP            | LP-DDR2              | GSM/EDGE, WCDMA/HSPA+ (HSDPA 21 Mbit/s, HSUPA 5,76 Mbit/s)  | 2011        | |
| Nova A9500              | 45 nm                | ARMv7               | 1,2 GHz kétmagos ARM Cortex-A9     | ARM Mali 400 MP            | LP-DDR2              | nincs                                                       | 2011        | Lista - HTC Sensation Z710T (Kína), Lenovo LePhone S899t, Snowball |
| Nova A9540              | 32 nm                | ARMv7               | 1,85 GHz kétmagos ARM Cortex-A9    | PowerVR SGX 544            | kétcsatornás LP-DDR2 | nincs                                                       | törölve     | |
| NovaThor L9540          | 32 nm                | ARMv7               | 1,85 GHz kétmagos ARM Cortex-A9    | PowerVR SGX 544            | kétcsatornás LP-DDR2 | LTE FDD/TDD, HSPA+, TD-SCDMA, EDGE (külső Thor M7400 modem) | törölve     | |
| NovaThor L8540          | 28 nm                | ARMv7               | 1,85 GHz kétmagos ARM Cortex-A9    | PowerVR SGX 544 @ 500 MHz  | kétcsatornás LP-DDR2 | LTE FDD/TDD, HSPA+, TD-SCDMA, EDGE (integrált modem)        | törölve     | |
| NovaThor L8580 (eQuad ) | 28 nm FD-SOI         | ARMv7               | 2,5–3,0 GHz kétmagos ARM Cortex-A9 | PowerVR SGX 544 @600 MHz   | kétcsatornás LP-DDR2 | LTE FDD/TDD, HSPA+, TD-SCDMA, EDGE (integrált modem)        | törölve     | |

## Hasonló platformok
- Atom egylapkás rendszerek, Intel
- Apple mobil alkalmazásprocesszorok, Apple
- Exynos, Samsung
- OMAP, Texas Instruments
- Qualcomm Snapdragon
- Tegra – Nvidia

## Fordítás
Ez a szócikk részben vagy egészben  a   NovaThor című angol Wikipédia-szócikk ezen változatának fordításán alapul.  Az eredeti cikk szerkesztőit annak laptörténete sorolja fel. Ez a jelzés csupán a megfogalmazás eredetét és a szerzői jogokat jelzi, nem szolgál a cikkben szereplő információk forrásmegjelöléseként.